# Macrocamera moderna
Macrocamera moderna is een mosdiertjessoort uit de familie van de Eminooeciidae. De wetenschappelijke naam van de soort is voor het eerst geldig gepubliceerd in 2001 door Bock & Cook.